# Erika Stefani
Erika Stefani (Valdagno, 18 de julio de 1971) es una política y abogada italiana. Desde el 13 de febrero de 2021 al 22 de octubre de 2022, fue la ministra de Discapacidad en el gobierno Draghi. De 2018 a 2019 fue ministra de Asuntos Regionales y Autonómicos del Primer Gobierno Conte.

## Biografía
Se unió a la política en el año 1999 como concejala de la ciudad de Trissino dentro de la lista cívica Insieme per Trissino. Posteriormente, se unió al partido Liga Norte, siendo reelegida de nuevo como concejala del mismo municipio en las elecciones administrativas de 2009 con la lista de Proyecto Trissino-Lega Nord. Durante este período ocupa los puestos de teniente de alcalde y concejala de planificación urbana y construcción privada.
Con motivo de las elecciones de 2013, fue elegida senadora por el distrito electoral del Véneto, de nuevo encuadrada dentro de la Liga.
Fue reelegida como Senadora en las elecciones generales de 2018 por la circunscripción electoral de Vicenza.
El 1 de junio de 2018 asumió el cargo de Ministra de Asuntos Regionales y Autonómicos dentro del Primer Gobierno Conte que ejerció hasta septiembre de 2019. En febrero de 2021 fue nombrada ministra de Discapacidad en el gobierno presidido por Mario Draghi.